# 조지 6세
조지 6세(영어: George VI, 1895년 12월 14일~1952년 2월 6일)는 영국의 국왕이자 인도 제국의 마지막 황제(King of the United Kingdom of last Emperor of India)이다. 1936년 12월 11일에서 1952년 2월 6일까지 재임하였다. 본명은 앨버트 프레데릭 아서 조지 윈저(Albert Frederick Arthur George Windsor)이다.

## 생애

### 즉위 이전
빅토리아 여왕 때인 1895년 12월 14일 요크 공작(훗날의 조지 5세)의 차남으로 태어났다. 그는 증조부인 작센코부르그고타의 앨버트 기일에 태어나 증조부의 이름-알버트로 세례를 받았다. 그는 여러 지병을 앓았는데, 특히 어렸을 적 유모의 방치로 위염 때문에 자주 고생했으며, 말을 더듬었다. 아버지 조지 5세는 엄격한 해군식 교육을 자녀들에게 적용하였다. 알버트 남동생 헨리 왕자는 그의 아버지가 쳐다보기만 해도 기절할 지경이었다고 전한다. 알버트는 병약했고, "쉽게 겁을 먹으며 잘 울었다"라고 표현했다. 알버트는 안짱다리를 고정하기 위해 부목을 착용하였으며 선천적으로 왼손잡이었던 그는 강제로 오른손잡이로 교정받았다.

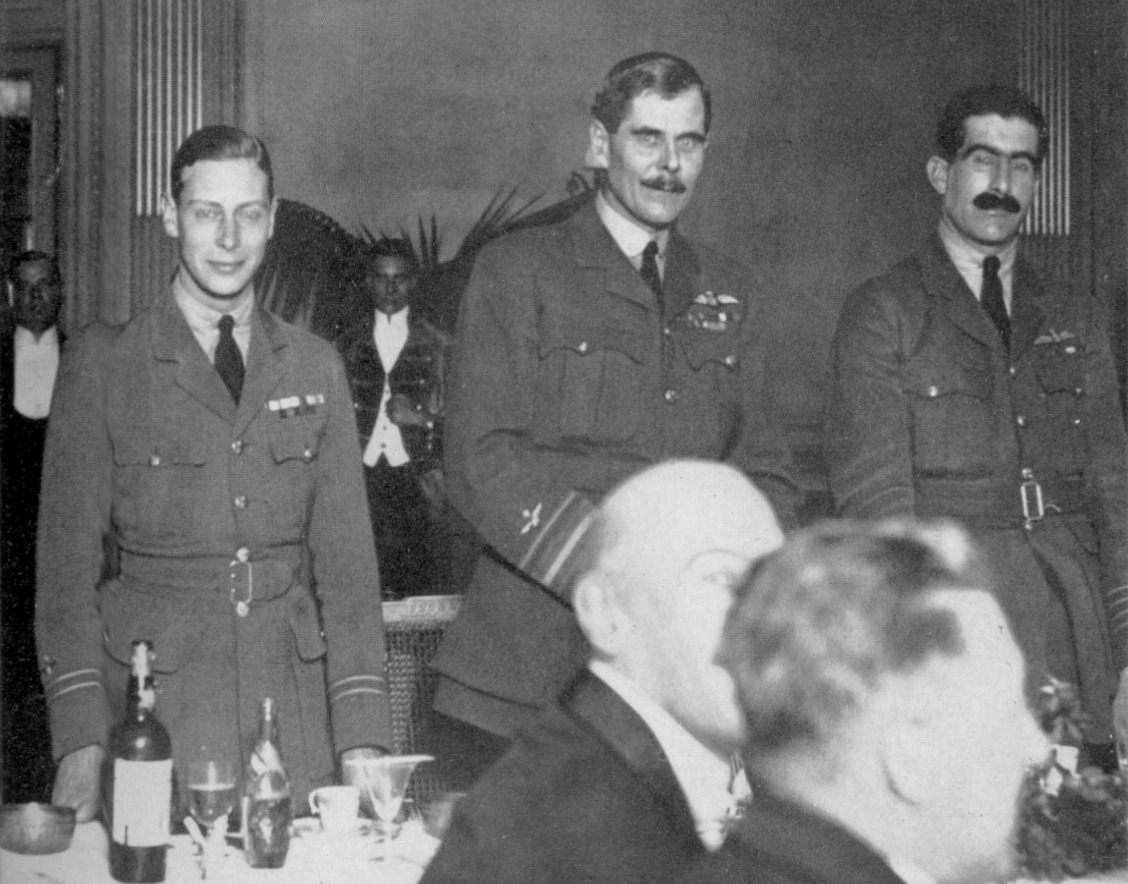
1919년 RAF 만찬회에서의 알버트 왕자 (왼쪽)

1909년부터 그는 오스본에 있는 왕립해군사관학교에 사관 생도로 재학했다. 재학 시절 알버트는 다른 생도들에게 괴롭힘을 당했다. 재학 중 1911년 치른 최종시험에서 성적은 하위권이었지만, 다트머스 왕립해군사관학교로 진학하였다. 1910년 5월 6일 에드워드 7세가 서거하자 알버트의 아버지 웨일스 공 조지는 조지 5세로 왕위를 계승하였고, 그는 형을 이어 왕위 계승 서열 2순위에 올랐다. 제1차 세계 대전에 참전했던 알버트는, 1916년 윌란 해전(1916년 5월 31일 – 6월 1일)에서 포탑 장교로서 공을 인정 받았다.
1919년 10월, 알버트는 케임브리지 대학교의 트리니티 칼리지에 진학하여 1년간 역사, 경제학, 그리고 시정학을 공부하였다. 1920년 6월 4일, 알버트는 요크 공작, 인버네스 백작(Earl of Iverness), 킬라니 남작(Baron of Killarney) 칭호를 부여 받았다.
요크 공작 지위에 오른 그는 공적인 일을 맡게 되었다. 알버트는 아버지를 대표하여 탄광, 철도, 공장을 방문했다. 알버트 역할은 두터워지는 노동자층과 유대를 형성하는 일이었다. 그 주된 활동은 비공식적인 기구인 산업복지회 회장이었다. 이곳에서 그는 공장의 여러 후생조건에 관해 자신이 제일 먼저 알기를 바란다는 명령을 내려 노동자 복지 개선에 큰 이바지를 하게 되었다. 그래서 그에게 '산업 공작'이라는 별명이 붙기도 하였다. 그는 자주 공장을 돌아보았는데, 번거로움을 원치 않았기 때문에 왕실에서 방문할 때마다 깔리던 자주빛 카펫은 생략했었다. 형 에드워드 8세의 유부녀와 스캔들 등 미덥지 못한 행동으로 말미암아 앨버트 부담은 더 가중되었다.
앨버트는 내성적인 성격과 함께 말더듬증 등으로 형 에드워드 8세에 비해 인상적인 인물이 아니었다. 하지만, 사냥, 낚시, 테니스를 즐기는 등 신체적으로 활동적이었다. 춤을 매우 잘 추었고, 옷 또한 잘 입었다.
영국 왕실의 결혼은 국내외적으로 항상 화제가 되었는데 앨버트의 경우도 예외가 아니었다. 앨버트의 청혼을 받은 엘리자베스 보우스-라이언은 지나치게 경직되고 도덕적인 분위기로 잘 알려진 조지 5세의 왕실이 자유분방한 생활에 방해가 될지 모른다는 두려움과, 왕족 출신이 아닌 자신의 지위로 그의 청혼을 두 번 거절하였으나, 앨버트는 "엘리자베스 이외의 여성과는 결혼하지 않겠다"고 가족들에게 선언하였다. 앨버트의 어머니 테크의 메리 왕비 또한 글래미스 성으로 엘리자베스를 방문한 후 "버티(요크 공)를 행복하게 해 줄 수 있는 유일한 처녀"라며 엘리자베스를 설득하였다. 엘리자베스의 어머니 세실리아 보우스 라이언과 테크의 메리 왕비의 설득으로, 엘리자베스는 알버트의 세 번째 청혼을 받아들였다. 결국 앨버트는 영국 왕립 해군 소령 예편 직후 스코틀랜드 귀족가문의 레이디 엘리자베스 보우스-라이언과 1923년 4월 26일 결혼하였다.
엘리자베스의 신선함과 우아함은 국민들의 사랑을 받았으며, 결혼전부터 애민(愛民)정치가로 존경받던 알버트도 국민들에게 더 많은 존경을 받게 되었다. 이런 소식은 부왕인 조지 5세도 흐뭇하게 해주어 공작 부부 동반으로 해외 여행을 자주 시키곤 하였으며, 그의 말 더듬는 언어장애를 고치도록 그 분야의 최고인 오스트레일리아인 치료사 라이오넬 로그(Lionel Logue)를 지원해 주기도 하였다. 그러나 언어장애의 치료에 큰 효과가 없자, 조지 5세는 윈저성 내의 왕실 별장을 알버트에게 내어주고는 자주 요양하면서 병을 치료하도록 배려했다. 이 이야기는 영화 킹스 스피치에서 묘사되어 있다.
1926년 두 사람은 첫째 딸인 엘리자베스 공주를 낳았고, 그로부터 4년 후에는 둘째 딸인 마거릿 로즈 공주를 낳았다. 아버지 조지 5세와 달리 매우 가정적이었던 알버트는 엘리자베스 공주와 마거릿 로즈 공주를 일컬으며 "릴리벳은 나의 자랑이요, 마거릿은 나의 기쁨이다.(Lilibet is my pride, Margaret is my joy)"라고 기자에게 말하기도 하였다.

### 재위 기간

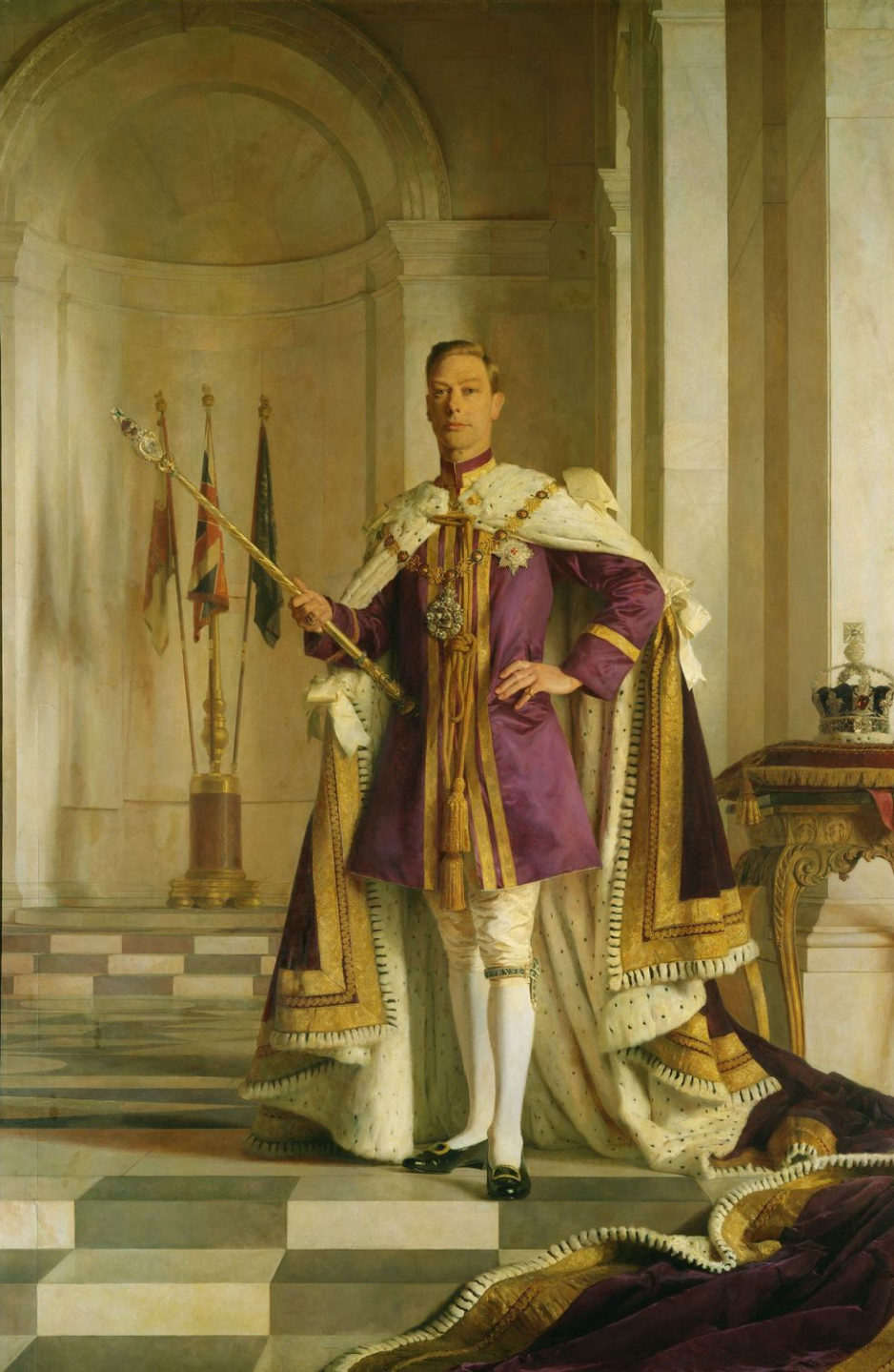
제럴드 켈리 경이 그린 조지 6세의 초상화. 530 캐럿의 칼리난 다이아몬드가 박혀진 성십자의 홀을 들고 있다. 오른쪽 탁자 위에 있는 것은 제국 왕관이다.

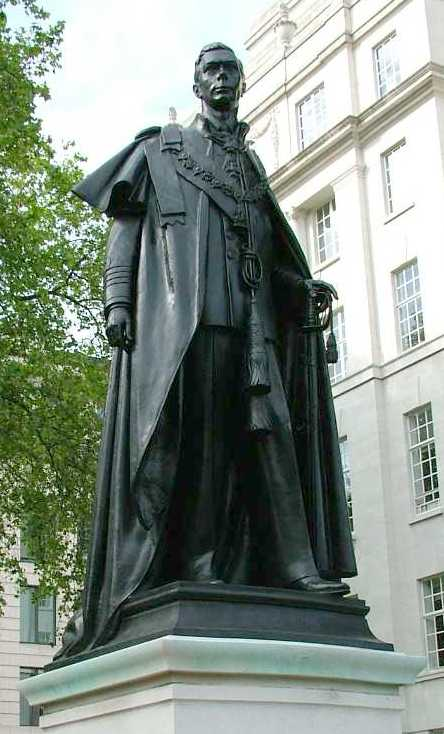
런던 칼튼 정원의 조지 6세의 동상

1936년 그의 형인 에드워드 8세가 퇴위하자 왕위를 계승하였다. 평소 형에 대한 충성심으로 유명했던 그는, 에드워드 8세의 퇴위 직전까지 만찬회 등에서 왕을 옹호하곤 했다. 1936년 12월 3일, 에드워드 8세는 그의 어머니인 테크의 메리의 거처 말보로 하우스에서 테크의 메리와 조지 6세(당시 요크 공)에게 양위 결정을 알렸다. 에드워드 8세의 하야 소식은 그에게 적잖은 충격을 주어, 그는 평소 냉정하기로 유명했던 어머니 테크의 메리의 품에 안겨 1시간 넘게 울었다고 전해진다. 알버트는 에드워드 8세가 일으킨 심프슨 부인과의 스캔들로부터 영국 왕실을 회복 시키고, 화목한 가정과 안정성의 아버지 조지 5세의 시대를 연상시키는 '조지 6세'를 왕명으로 결정하며 지속성을 표방하였다. 에드워드 8세의 퇴위는 전격적으로 이뤄졌기 때문에, 왕위 계승자로서의 수업을 전혀 받지 못했던 조지 6세는 3주간의 간단한 준비 후에 공식적인 행사에 들어가야만 했다.
건강하고 젊은 나이에 왕이 된 형이 있었기에, 자신이 왕이 된다는 사실은 꿈에도 생각지 못했던 그는 갑작스런 형의 퇴위와 함께 자신이 왕이 되자 모든 것이 신중할 수밖에 없었다. 결국 그는 정치를 함에 있어서 한 가지씩 시험 대상에 올려놓고 얼마간 지켜본 후 결정을 내리는 신중함을 보이곤 하였다.
당시 유럽에는 전체주의 세력 파시즘과 나치즘이 팽배해 있었다. 스페인은 프란시스코 프랑코의 수중에 들어갔으며, 독일의 총통 아돌프 히틀러가 가장 위협적인 존재로 부각되고 있었다. 자칫 전쟁의 조짐마저 보이자 그는 평화를 대내외 정치의 우선 원칙으로 삼게 되었다. 그런 가운데 유화 정책과 평화를 내세우는 네빌 체임벌린이 수상이 되자 조지 6세는 그를 일단 지지하였다.
체임벌린의 노력으로 외교적으로 평화적인 결과가 나타나기를 바랐지만 독일의 움직임은 그렇지 않은 쪽으로 진행되어 갔다. 여기서 조지 6세는 평화보다는 다른 방법이 필요한 때인 것 같다는 생각을 했다. 그러나 제1차 세계대전 때의 고통 속으로 국민들을 다시 몰아넣을 수는 없다고 생각하고, 평화적인 방법을 모색하려 하였다.
그러나 히틀러의 끝없는 탐욕의 움직임을 보면서 그의 생각은 바뀌게 되었다. 1939년 6월에 미국을 방문하여 영국과 미국 간 공조 방안을 마련하고 돌아온 조지 6세는 곧 전쟁을 준비하게 되었다. 그날 밤 방송을 통해 조지 6세는 영국 및 영국 연방 전역에 전쟁 선포를 알리게 되었다.
제2차 세계 대전에서 영국은 독일군의 공습 때문에 어느 전쟁 때보다 막대한 피해를 입었다. 버킹엄 궁전을 떠나지 않고 국민들과 함께 한 조지 6세는 1940년 9월 공습 때 포격으로 죽을 뻔하기도 하였다. 이렇듯 위험한 상황인데도 조지 6세는 인근 이스트엔드 지역의 상처와 굶주림으로 고통 받고 있는 민중들을 만나 그들을 위로하곤 하였다. 조지 6세가 민중들과 함께 한 시간은 동생인 켄트 공작이 비행기 사고로 죽은 1942년까지 지속되었다.
그는 지난 제1차 세계대전 중에 부왕이 행했던 것처럼 1943년부터 군사단과 병기 제조 공장 등을 수시로 시찰하였다. 그는 노르망디 상륙작전 10일 전에 버나드 로 몽고메리의 지휘 하에 출정을 기다리는 영국군과 함께 할 정도로 열성을 보였다. 그리고 5월 8일 마침내 독일이 항복하였다.
전쟁이 끝난 후, 피폐해진 국내 경제를 풀어야 될 총선거가 시작되었다. 여기서 사회보장제도를 들고 나온 영국 노동당의 클레멘트 애틀리가 전쟁 승리로 이끈 영국 보수당의 윈스턴 처칠을 물리치고 수상이 되었다. 조지 6세는 애틀리에게도 역시 처음부터 관심을 주지 않고 그의 정책을 뒤에서 조용히 지켜보았다. 그러나 시간이 지나도 애틀리와의 사이가 좋아지지는 않았다. 특히 사회주의자인 애틀리의 국유화를 향한 급진적인 과정에 대해서는 우려를 표명하기도 했다.
조지 6세는 재위 기간 동안 대영제국의 분해를 지켜보았다. 제2차 세계 대전 이후, 애틀리의 내각에서 특히 제국으로부터 자발적인 연합체인 영국 연방으로의 탈환이 이루어지기 시작했다. 1947년 영국령 인도 제국이 각각 독립된 점령지인 인도와 파키스탄이 되자, 조지 6세는 인도 황제의 칭호를 포기하였고, 대신 각각 인도의 왕과 파키스탄의 왕이 되었다. 인도가 영국 연방 내에서 공화국 체제로 전환하자 조지 6세는 인도의 왕의 호칭을 잃었고, 그의 죽음까지 파키스탄의 왕의 칭호를 유지하였다. 1947년 8월 15일 조지 6세는 인도의 왕에서 영국 연방의 수장이 되었다.

### 말년
조지 6세는 선천적으로 건강한 인물이 아니었다. 지병이 있었던 그는 대전 이후 건강이 급속히 악화되었음에도 불구하고 1947년에 남아프리카 공화국, 로디지아 등 인종 차별 문제가 대두되고 있던 지역을 방문하는 열성을 보였다. 1947년 남아프리카 공화국을 방문했을 때 남아프리카 공화국 정부로부터 백인들과의 악수만 허용한다는 사실에 경악했으며, 흑인들의 접근을 막던 경호원들을 게슈타포라 표현하기도 하였다.
하지만 1948년의 오스트레일리아와 뉴질랜드 방문을 앞두고 약간의 동맥경화증을 보이면서 방문 일정이 취소되었으며, 이때부터 그는 건강을 회복하지 못했다. 그는 처칠이 다시 내각을 맡게 된 1951년 다시 병이 악화되어 1952년 2월 6일 잠자는 도중 57세의 나이로 세상을 떠났다.
한국 언론에서 '영국 황제'라는 뜻의 '영황'(英皇) 또는 '영제'(英帝)라고 불렸던 마지막 인물이다. 조지 6세가 인도 황제 호칭을 포기 이후로 조지 6세는 '영왕'(英王) 즉 '영국 왕'이라고도 불렸는데, 조지 6세 이후 한국 언론은 영국 왕실에 대한 보도에서 조지 6세 이후 즉위한 엘리자베스 2세를 영국 황제가 아니라 '영왕' 즉 영국 여왕으로 호칭을 바꾸어 부르게 된다, 이는 조지 6세의 치세에 영국의 식민지였던 영국령 인도 제국이 인도 공화국으로 독립하고 대영 제국이 영연방으로 전환, 해체됨으로써 영국이 더 이상 과거의 식민제국이 아니게 되었음을 주지하는 것이었다.

## 작위
- 1895년 12월 14일~1898년 5월 28일: 요크의 앨버트 공자 저하
- 1898년 5월 28일~1901년 1월 22일: 요크의 앨버트 공자 전하
- 1901년 1월 22일~1901년 11월 9일: 콘월과 요크의 앨버트 공자 전하
- 1901년 11월 9일~1910년 5월 6일: 웨일스의 앨버트 공자 전하
- 1910년 5월 6일~1920년 6월 4일: 앨버트 왕자 전하
- 1920년 6월 4일~1936년 12월 11일: 요크 공작 전하
- 1936년 12월 11일~1952년 2월 6일: 국왕 폐하
  - 1936년 12월 11일~1947년 8월 14일: 황제 폐하(영국령 인도 제국과 관련하여)

조지 6세는 그의 삶 내내 증손자, 손자, 그리고 왕의 아들로서 많은 직함을 가졌었다. 군주로서 그는 간단하게 '왕' 또는 '폐하'로 매우 자주 언급되곤 하였으며, 군주인 그의 입장에서 자동적으로 영국과 캐나다의 총사령관이란 직함을 가졌다.

## 가족 관계

### 배우자
| 왕비 | 사진 | 이름                                                           | 출생           | 사망                   | 비고                                      |
| ---- | ---- | -------------------------------------------------------------- | -------------- | ---------------------- | ----------------------------------------- |
| 왕비 |      | 엘리자베스 보우스라이언 Elizabeth Bowes-Lyon, The Queen Mother | 1900년 8월 4일 | 2002년 3월 30일(101세) | - 1923년 4월 26일 결혼 - 역대 최장수 왕비 |

### 자녀
| -    | 사진 | 이름                                                    | 출생            | 사망                 | 비고                 |
| ---- | ---- | ------------------------------------------------------- | --------------- | -------------------- | -------------------- |
| 장녀 |      | 엘리자베스 2세 Queen Elizabeth II                       | 1926년 4월 21일 | 2022년 9월 8일(96세) | 영국 국왕(1952~2022) |
| 차녀 |      | 마거릿 로즈 공주 Princess Margaret, Countess of Snowdon | 1930년 8월 21일 | 2002년 2월 9일(71세) |                      |

## 조지 6세를 소재로 한 작품

### 영화
- 킹스 스피치

### 드라마
- 더 크라운